# リピッツァナー
リピッツァナー（Lipizzaner）は、16世紀にオーストリアで品種改良によって生み出された軽種馬である。 なお、日本ではリピッツァナーを生産していたリピッツァ牧場の名が品種名と誤解され、リピッツァと呼ばれている。

## 特徴
リピッツァナーは身体面では柔軟性と頑丈さを兼ね備えた馬体、精神面では忍耐強さと優れた感受性、穏やかな性格に特徴がある。 物覚えが早いため馬術競技に向いており、乗馬から馬場馬術まで広い範囲で強さを示している。
遺伝的には灰毛であるが、生後すぐは黒茶、茶から鼠色の毛をしており、6歳から10歳の間に色が薄くなって成馬は主に白色をしている。

## 歴史

### 背景
ルネサンス期の古典馬術再興以降、軍と乗馬学校のため快足の軽種馬が求められていた。 当時ヨーロッパで認知されていた馬種のうちでは、ムーア人のイベリア半島統治時代にアラブ種、バルブ種、13世紀のスペインの在来馬の交配によって生まれたアンダルシア馬が非常に頑強で美しい賢馬として知られ、最適な乗用馬とされていた。 そのためマクシミリアン2世は1562年にアンダルシア馬を自領へ持ち込んで、ボヘミアのクラドルビ（Kladruby）に飼育場を造り、王室馬飼育のさきがけとした。

### 誕生
マクシミリアン2世の弟カール2世は1580年にトリエステ近郊のリピッツァ（Lipizza）に同様の王室馬飼育場を設立し、リピッツァナーはこの飼育場で、オーストリアにいたアンダルシア馬の流れを汲むカルスト種と、同じくアンダルシア馬の流れを汲むイタリアのネアポタリノ種を交配させることで誕生した。
リピッツァナーは戦時、平時を問わない役割を目指した馬種であり、400年にわたる選抜育種を経た現在ではヨーロッパ最古級の馬種である。 スペイン乗馬学校での高等馬術の調馬のため育成され、16世紀末から18世紀半ばにかけて世界最良の軍馬として認識されていたが、ハプスブルク家がオーストリアの外に出すことを嫌ったためオーストリアの国力衰退とともに生産が下火となり、やがてプロイセン王国が作りだしたトラケナーやイギリス発祥のサラブレッドに取って代わられた。
約200年ほど前までは白、黒、茶、栗、焦茶、白黒斑、白茶斑などの成馬が見られたが、現在の成馬は白が主要である。

### 戦争とリピッツァナー
ナポレオン戦争によって1796年、1805年、1809年の三度にわたりこの地域がフランス軍の脅威に曝されるとリピッツァナーは一時的にハンガリーの飼育場へと移され、第一次世界大戦中はウィーンとラクセンブルク（ラクセンブルク宮殿のある町）に移された。 オーストリア＝ハンガリー帝国の解体に伴ってリピッツァがイタリア領になると飼育馬であるリピッツァナーはイタリアとオーストリアに分配され、リピッツァはイタリア統治下で繁栄し、オーストリアのリピッツァナーはグラーツ西方約20kmにあるピーバーに新設された飼育場で飼育された。
第二次世界大戦中の1943年9月、イタリアの降伏によってリピッツァはドイツ軍に接収され、リピッツァナーはドイツ本国へと移送された。 1945年4月のカウボーイ作戦でアメリカ軍により375頭のリピッツァナーが助けられたが、戦後リピッツァを統治することになったユーゴスラビアの返還要請によってリピッツァに戻ったのはわずか11頭であり、大半はスペイン乗馬学校とイタリアの所有となった。

### リピッツァのリピッツァナー
1580年以来の歴史を持つリピッツァ飼育場は現在まで続くうちでは世界最古の種馬飼育場であって、また体系的に馬を殖やして血統を保つ技術を持った最初の飼育場の一つでもあり、現在も311haの敷地でリピッツァナーを育成している。 ユーゴスラビアに返還されたわずかなリピッツァナーから飼育場を再興させ、1953年には乗馬の訓練学校が作られるほどにまで数が回復し、1960年には飼育場の観光客へと公開までされた。 リピッツァナーは現在馬術用の品種として存続しており、ユーゴスラビアはオリンピック馬術競技用の品種として重用した。
2022年にオーストリアや旧ユーゴスラビア諸国の8カ国の推薦により、「リピッツァナーのブリーディングの伝統」はUNESCOの無形文化遺産に登録される。

## 参照項目
- スペイン馬術学校